# Montpothier
Montpothier ist eine französische Gemeinde mit 329 Einwohnern (Stand: 1. Januar 2022) im Département Aube in der Region Grand Est. Sie gehört zum Arrondissement Nogent-sur-Seine, zum Kanton Nogent-sur-Seine und ist Teil des 2006 gegründeten Gemeindeverbands Nogentais.

## Geographie
Montpothier liegt rund 55 Kilometer nordwestlich von Troyes und rund 73 Kilometer ostsüdöstlich von Paris im Nordwesten des Départements Aube.
Nachbargemeinden sind Louan-Villegruis-Fontaine im Norden und Nordwesten, Villenauxe-la-Grande im Norden und Osten, Barbuise im Osten und Südosten sowie La Saulsotte im Süden und Westen.

## Bevölkerungsentwicklung
| Jahr                       | 1793 | 1800 | 1806 | 1841 | 1851 | 1856 | 1911 | 1921 | 1962 | 1968 | 1975 | 1982 | 1990 | 1999 | 2006 | 2011 | 2016 |
| Einwohner                  | 463  | 445  | 482  | 511  | 557  | 550  | 368  | 312  | 225  | 199  | 209  | 218  | 225  | 238  | 301  | 335  | 335  |
| Quellen: Cassini und INSEE |      |      |      |      |      |      |      |      |      |      |      |      |      |      |      |      |      |

## Sehenswürdigkeiten
- Kirche Notre-Dame-de-l’Assomption
- Kommende des Tempelritterordens von Fresnoy aus dem 12. Jahrhundert, Monument historique seit 1994, ab 1312 Kommende des Johanniterordens

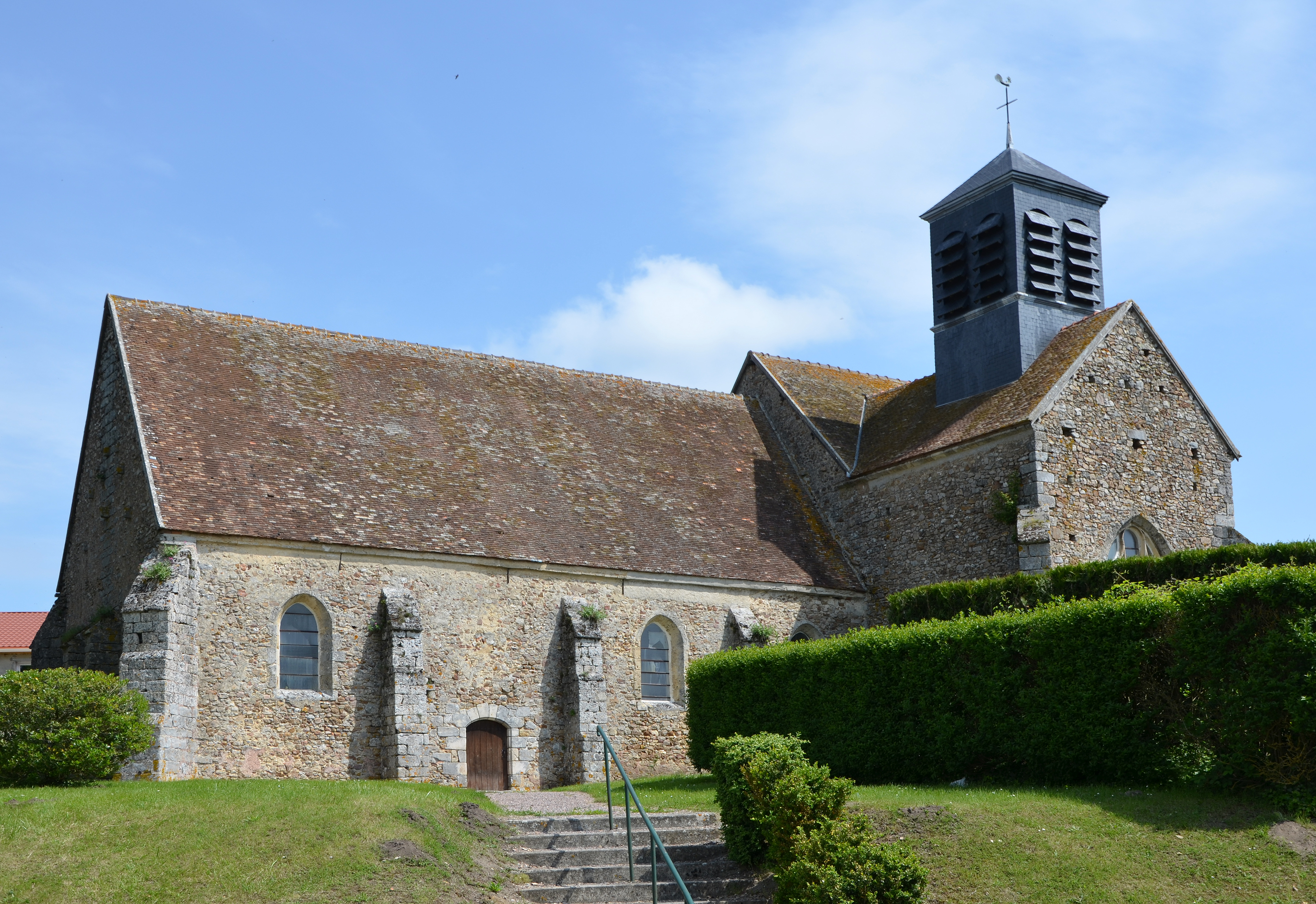
Kirche Notre-Dame-de-l’Assomption